# Kombinacja liniowa trywialna
Kombinacja liniowa trywialna – kombinacja liniowa układu wektorów, której wszystkie współczynniki są równe zero.